# キョプリュリュ・アフメト・パシャ
キョプリュリュ・ファズル・アフメト・パシャ（Köprülü Fazıl Ahmed Paşa, 1635年 - 1676年10月19日）は、オスマン帝国の大宰相（首相）。父であり先代の大宰相でもあるキョプリュリュ・メフメト・パシャと共に国力の回復に全力を注ぎ、キョプリュリュ時代と呼ばれる帝国の中興の時代を作った。キョプリュリュ・ムスタファ・パシャの兄。
1661年、父の死に伴い大宰相に就任。1668年にヴェネツィアからクレタ島を奪取。1672年にはウクライナのコサック達からの救援要請に応じてポーランド軍をポドリア（現在のウクライナ南西部）で破り、この地域の支配権を獲得した。これがオスマン帝国が最も膨張した時であり、キョプリュリュ時代の最盛期であった。
1676年、41歳で死去。後任には義弟のカラ・ムスタファ・パシャが就いたが、功を焦ったカラ・ムスタファは1683年の第二次ウィーン包囲で失敗して処刑、キョプリュリュ家の時代は終わりを告げた。但し、後にキョプリュリュ家から大宰相に任命された者が確認され、弟のムスタファも大宰相になっている。